# FK Rostov
FK Rostov je ruski nogometni klub koji se natječe Ruskoj Premijer ligi koji je 2015./16. sezonu zaključio na 2. mjestu.

## Povijest
Klub je osnovan 1930. godine pod imenom Selmashstroy. Kroz godine klub je imao puno uspona i padova npr.
- 1964. osvojio diviziju za klasu B.
- 1970. Vračanje Ruskoj ligi
- 1991. završava na četvrtom mjestu i to je bilo kraj lige zbog raspada SSSR-a
- 1993. ispao iz Prve lige.
- 1994. povratak u prvu ligu
- 2003. drugoplasirani na Ruskom kupu
- 2007. ispada iz prve lige završivši na dnu tablice
- 2013. osvojio Ruski kup

## Popis igrača
Golmani:
- Stipe Pletikosa
- Anton Amelchenko
- Soslan Dzhanayev

Obrana:
- Vitalij Dyakov
- Bastos
- Hrvoje Milić
- Igor Lolo
- Timofei Margasov
- Siyanda Xulu
- Ruslan Abazov

Sredina:
- Timofei Kalache
- Georgy Gabulov
- Guelor Kanga
- Azim Fatullayev
- Artyom Kulishev
- Aleksandar Troshechik
- Alexsandru Gatcan
- Nikita Vasilyev

Veza i napad:
- Aleksandr Bakharow
- Yoo Byung-Soo
- Dmitry Poloz
- Nemanja Nikolić